# Isabel Wolff
Pour les articles homonymes, voir Wolff.
 (novembre 2017).
Isabel Wolff, née dans le Warwickshire en Angleterre, est un écrivain anglais, connue en tant qu'auteur de chick lit.

## Biographie
Après des études de littérature anglaise à Cambridge, elle travaille comme journaliste et collabore à plusieurs quotidiens, comme l'Evening Standard et le Daily Telegraph. Journaliste radio à la BBC, elle fait aussi la revue de presse du journal télévisé du matin. 
Elle publie son premier roman, Les Tribulations de Tiffany Trott en 1999. La critique salue le style vif et expressif de cet auteur qui réussit à mêler l'humour à une critique très subtile des caractères. Ce premier roman devient rapidement un best-seller en Grande-Bretagne et dans de nombreux pays.
Avec Les Mésaventures de Minty Malone, parues en 2000, Isabel Wolff s'impose comme un auteur de la littérature de mœurs.
Elle a ensuite publié Avis de grand frais (2002), Rose à la rescousse (2003), Misérable Miranda (2004) et Les Amours de Laura Quick (2006).
Isabel Wolff vit aujourd’hui à Londres 